# تالوندن
تالوندن (به آلمانی: Thalwenden) یک شهر در آلمان است که در آیشسفلد واقع شده‌است. تالوندن ۳۶۵ نفر جمعیت دارد.